# أكسويل وإنغروسو
أكسويل وإنغروسو (Axwell and ingrosso)  و يرمز لهم كذالك بAxwell ^ ingrosso فرقة دي جي ثنائية من السويد .تكونت علي أنقاض فرقة سويدش هاوس مافيا بعد انفصالها في 2013 ،لتتضمن العضوين السابقين فيها أكسويل (Axwell) و سباستيان إنغروسو (Sebastian ingrosso) .وقع الثنائي مع شركة التسجيلات ديف جام (بالإنجليزية: def jam recordings). بالنسبة لمشوار الفرقة الموسيقى فقد بدأ مع الحفل المخصص لموسيقى الرقص الإلكترونية و التي تقام سنويا في نيويورك (بالإنجليزية: Governors ball music festival) في سنة 2014 .

## الجوائز والترشيحات
| السنة | الجوائز                   | الصنف       | المتلقي           | العمل | Ref.  |
| ----- | ------------------------- | ----------- | ----------------- | ----- | ----- |
| 2016  | جائزة أن أر جي الموسيقيةs | تعاون العام | Axwell Λ Ingrosso | رُشِّح   | [ 4 ] |

## روابط خارجية
- أكسويل و إنغروسو على موقع ميوزك برينز (الإنجليزية)
- أكسويل و إنغروسو على موقع أول ميوزيك (الإنجليزية)
- أكسويل و إنغروسو على موقع ديسكوغز (الإنجليزية)